# ドミソラ
『ドミソラ』は、福島放送で2012年4月7日から2017年3月25日まで放送されていた福島県内向け情報番組。2016年4月2日より『ドミソラ』から『ドミソラ2』（ドミソラツー）に改題。

## 概要
当局では『あいうえお天気目玉焼Lサイズ』以来、13年半ぶりの土曜午前の情報番組である。元々は開局30周年記念として2011年4月に『今日イチ』（きょうイチ）というタイトルで開始する予定だったが、東日本大震災の影響により放送開始が1年遅れてのスタートとなった。
番組名の由来は「土曜日の美しい空」の頭文字・土美空でドミソラである。
2017年4月より平日夕方の情報番組『福島まるごとライブ ヨジデス』を立ち上げることに伴い、同年3月25日をもって放送終了。終了時の出演者の一部は、『ヨジデス』へそのまま続投した。

## 出演者

### MC
●は、『福島まるごとライブ ヨジデス』に続投した出演者。

#### 『ドミソラ』
| 担当期間     | 担当期間      | メインMC  | メインMC   |
| ------------ | ------------- | --------- | ---------- |
| 2012年4月7日 | 2013年3月30日 | ●猪俣理恵 | 高島英里奈 |
| 2013年4月6日 | 2015年3月28日 | ●猪俣理恵 | 千原礼子   |
| 2015年4月4日 | 2016年3月26日 | ●猪俣理恵 | 片山真人   |

#### 『ドミソラ2』
| 担当期間              | 担当期間      | メインMC    | メインMC  |
| --------------------- | ------------- | ----------- | --------- |
| 2016年4月2日          | 2016年6月25日 | ●笠置わか菜 | 片山真人  |
| 2016年7月2日          | 2017年3月25日 | ●笠置わか菜 | 新田朝子1 |
| - 1以前は中継を担当。 |               |             |           |

### レギュラー
- ●ぺんぎんナッツ - ぺんぺんブラブラ、中継[1] を担当
- ●本田よう一（料理家） - 本田よう一のうれシピを担当
- 舞木香純（当時AKB48 Team 8） - ドミソLIFEを担当
- ●安田早紀 - ふくしままなぶを担当
- あばれる君 - あばれる君の猪突猛進!を担当

#### 不定期
- アルコ&ピース - 特集VTRリポーターを担当
- ゴー☆ジャス - 特集VTRリポーターを担当
- あかつ - 特集VTRリポーターを担当

その他、三瓶やゴージャス松野、ザ・パーフェクトなど、福島県に縁のあるお笑い芸人がたびたび呼ばれている。

#### 過去
- 笑福亭笑助 - スタジオ出演
- 小沼寿恵 - スタジオ出演（不定期でVTR出演もあり）
- 春馬♨ゆかり - ゆかりの湯を担当
- 池田速人 - ハンサムHaaaan!!!を担当
- キャメレオン竹田 - 2014年、2015年の年末SPに生出演（不定期出演）
- 麻亜里 - ふくしままなぶを担当

## 主なコーナー

### 番組終了時点でのコーナー
- ドミソLIFE（舞木香純がおすすめの県内の飲食店・文房具店・雑貨店を紹介）
- ゆとりっぷ（温泉ソムリエの資格を持つ月替わりのゲストが県内外のスポットを旅して、温泉やイベント情報を紹介。旧コーナー名は「旅ガール」「ゆかりの湯」）
- ぺんぺんブラブラ（ぺんぎんナッツがガチャガチャで出た県内の市町村をブラブラと散歩し、地元のお店・名産品を紹介）
- ふくしままなぶ（笠置わか菜と安田早紀が、福島県の歴史や自然などについてその場所に行き、その土地の講師役から学ぶ）
- あばれる君の猪突猛進!（あばれる君と新田朝子が県内の企業などを紹介）
- 本田よう一のうれシピ（毎週旬の食材を料理。旬の食材は月ごとに変わる）
- わかNOW（笠置わか菜が旬のイベント・エンタメ情報を紹介）
- 県内・東北の天気情報

### 過去のコーナー
- おしゃれ対決（猪俣・高島がテーマに合わせてショップの店員とコーディネート対決をするコーナー）
- ドミソランナー（県内のひとつの目標に向かって走り続けている人を紹介する）
- ドミソランキング（家電・スイーツ・映画などのランキングを紹介）
- 女子力UP ※隔週
- ときまる調査隊む（街頭に出て4択インタビューする）※隔週
- ボスに学べ（ぺんぎんナッツが企業のトップを密着取材しその人生訓を教えて頂くコーナー）
- ハンサムHaaaan!!!（池田速人が県内の素敵な男女を紹介するコーナー）
- りえの食べてみなんしょ♪（猪俣が県内のおすすめの飲食店を紹介）
- 月刊フルーチュ（毎月旬の果物のうんちくを紹介）
- 何でも見てやろう（仮）（猪俣理恵が工場や旬のスポットの裏側などをリポート）
- Boy Meets ミーツ（アルコ＆ピース平子が毎回ゲストを招いて福島県産ブランド肉を紹介）
- う～まGET!
- シリタイ〜ノ オシエテ〜ノ?（片山真人が旬のエンタメ情報を紹介）
- 週末エンタメ情報
- ドミソLOVE（舞木香純がおすすめの県内の飲食店を紹介）
- キャメレオン竹田の週末占い